# Kisköre-Tiszahíd megállóhely
Kisköre-Tiszahíd megállóhely egy Heves vármegyei vasúti megállóhely Kisköre településen, a MÁV üzemeltetésében. A kisváros központjától mintegy két kilométerre délre helyezkedik el, külterületen, nem messze a névadó kiskörei Tisza-híd jobb parti hídfőjétől, ott ahol a települést átszelő 3209-es út a híd felé haladva a vasútvonal mellé simul. Külön kiszolgáló útja nincs is, közúti elérését a 3209-es út biztosítja.

## Vasútvonalak
A megállóhelyet az alábbi vasútvonalak érintik:
- Kál-Kápolna–Kisújszállás-vasútvonal

## Kapcsolódó állomások
A megállóhelyhez az alábbi állomások vannak a legközelebb:
- Kisköre vasútállomás (Kál-Kápolna–Kisújszállás-vasútvonal)
- Abádszalók megállóhely (Kál-Kápolna–Kisújszállás-vasútvonal)

## Forgalom
| Járat        | Útvonal | Gyakoriság   |
| ------------ | --- | ------------ |
| személyvonat | Kál-Kápolna – Erdőtelek – Heves – Hevesvezekény – Tarnaszentmiklós – Kisköre – Kisköre-Tiszahíd – Abádszalók – Kunhegyes (– Előhát) – Kenderes – Kisújszállás | 2-5 óránként |